# 羅德利哥與加布里耶菈

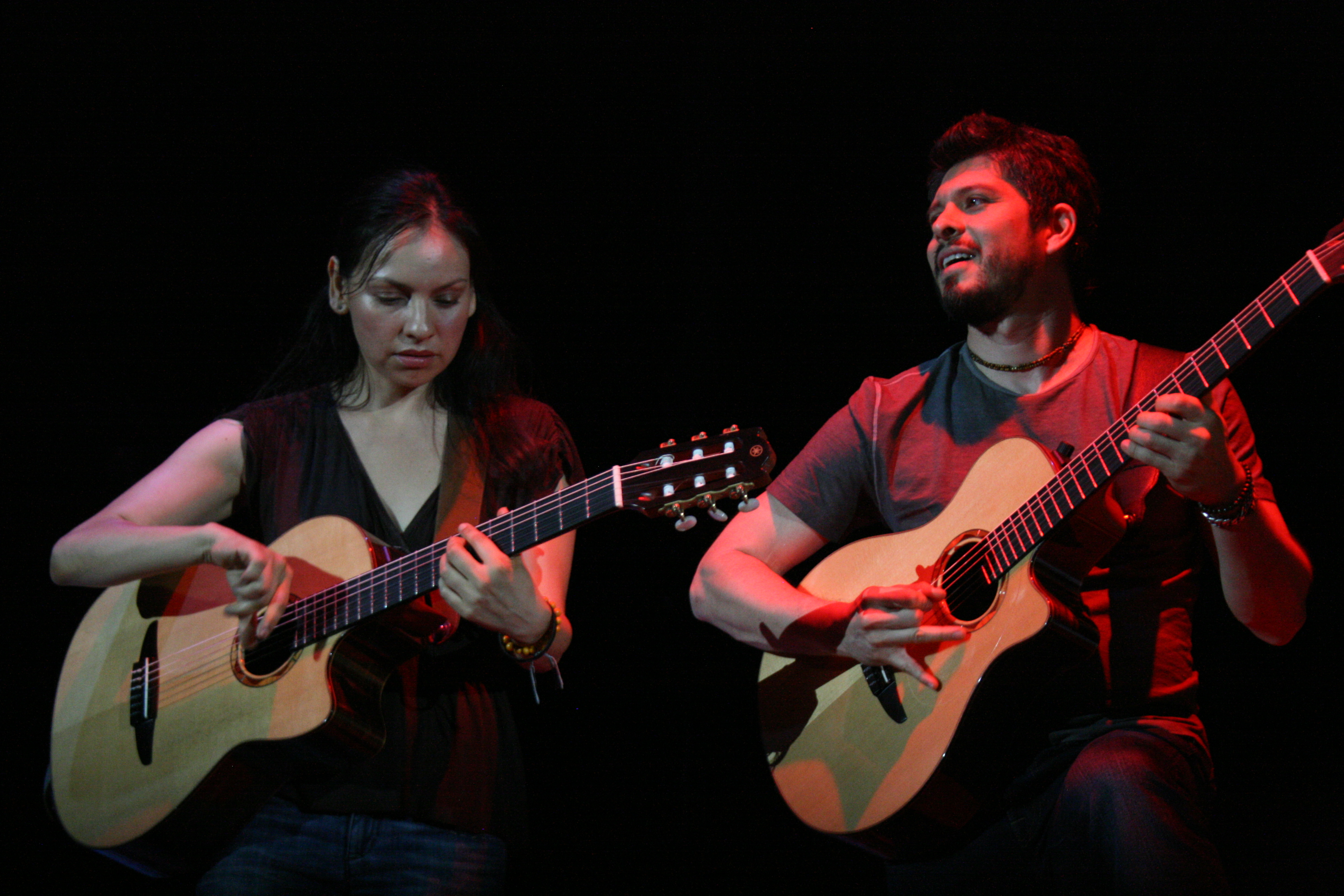
羅德利哥與加布里耶菈

羅德利哥與加布里耶菈（西班牙語：Rodrigo y Gabriela），是墨西哥吉他演奏二人組，他們的音樂受到許多流派的影響，包括新佛拉門哥、搖滾和重金屬。其錄音作品主要為佛拉門哥吉他器樂二重奏。他們目前居住在墨西哥城，並在愛爾蘭首都都柏林展開他們的職業生涯，為期八年。他們發行了五張錄音室專輯、三張現場專輯和一張EP。2011年，他們與漢斯·季默合作製作了《加勒比海盗－神鬼奇航：幽靈海》原聲帶，同時還參與《鞋貓劍客》的原聲帶製作。他們曾在國際上巡迴演出，並於2010年5月在白宮為巴拉克·奧巴馬總統演出。2020年1月，他們的第五張錄音室專輯《Mettavolution》在第62屆葛萊美獎頒獎典禮上獲得了“最佳當代器樂專輯”格萊美獎。